# Invalide de guerre
Pour les articles homonymes, voir GIG.

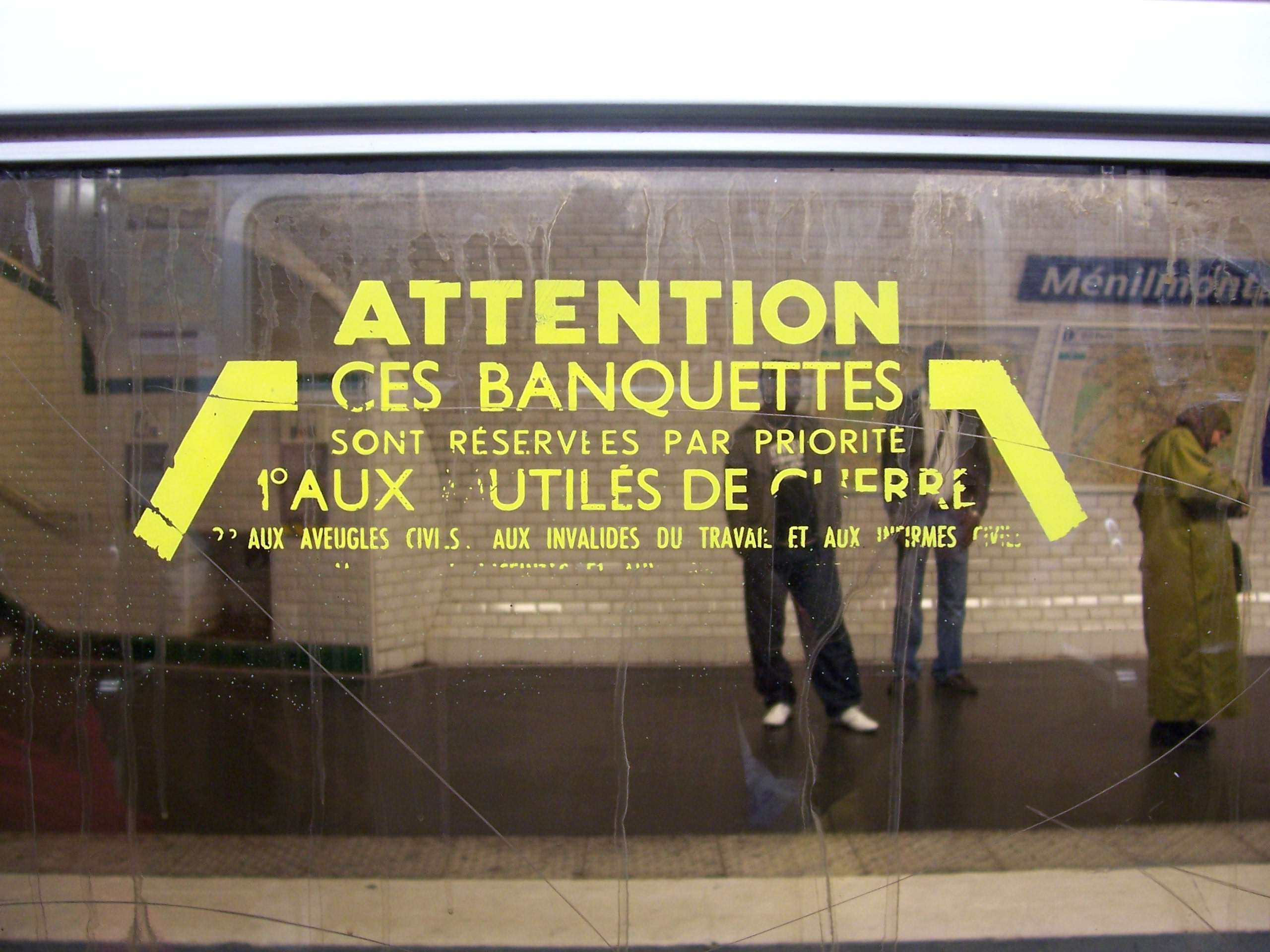
Places réservées en priorité aux mutilés de guerre dans les transports en commun

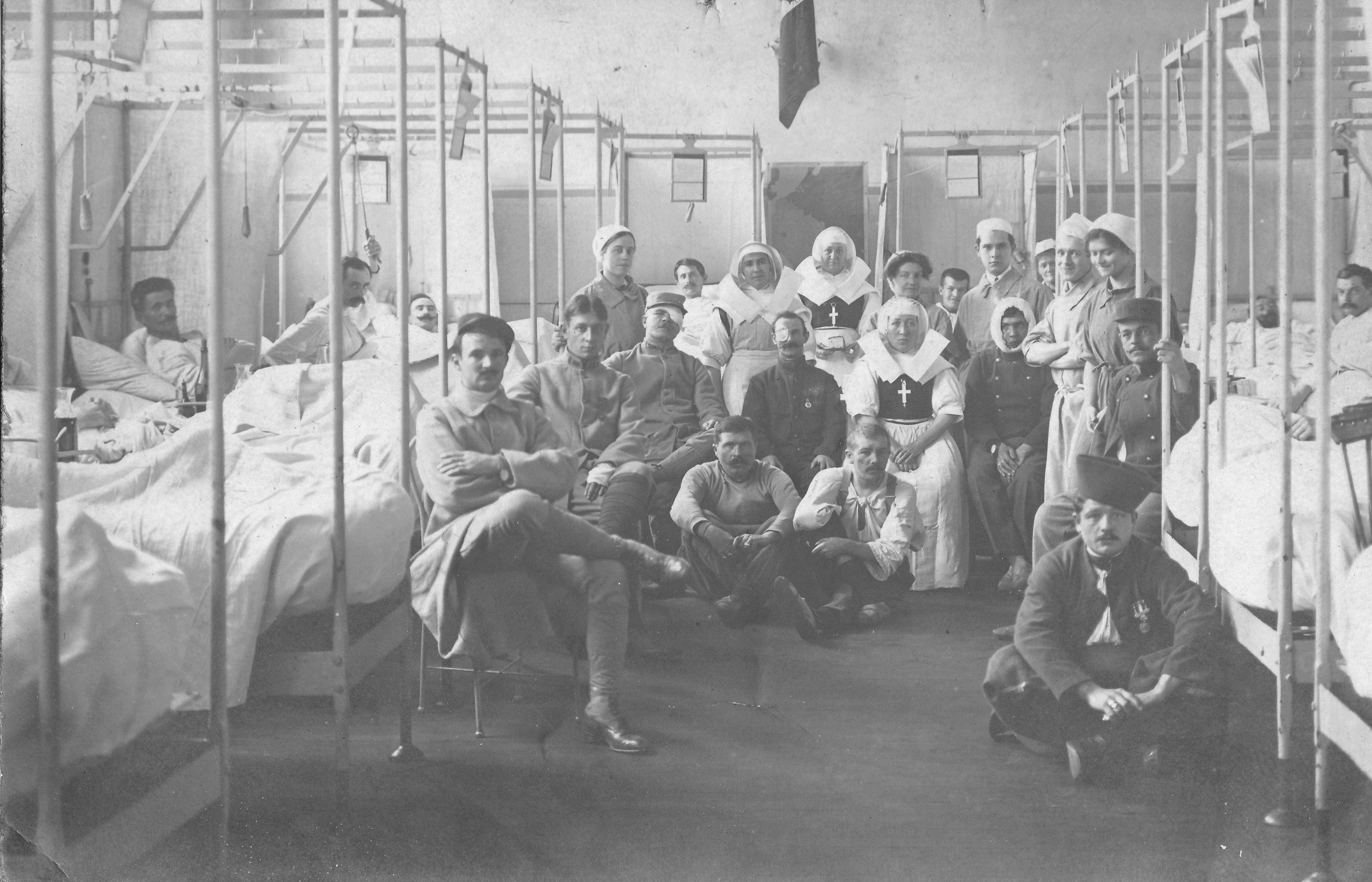
La réinsertion dans la vie professionnelle et sociale commence à l'hôpital, ici lors de la Première Guerre mondiale

Parmi les invalides, les invalides de guerre, grands invalides de guerre ou GIG, ou les mutilés de guerre ont un statut spécial, depuis la Première Guerre mondiale surtout quand ils sont pensionnés de guerre.
Cette catégorie ne comprend pas nécessairement les « gueules cassées » sauf si elles sont aussi victimes d'un handicap fonctionnel.

## Histoire
Les grands invalides existent sans doute depuis que les guerres existent, mais leur nombre s'est fortement accru lors de la Première Guerre mondiale. Avec le développement des armes à sous-munitions et des munitions de type antipersonnel, ce seront ensuite plutôt les populations civiles, souvent les enfants, qui souffriront le plus de ce type de séquelles de guerre.

### France
Dès 1915, de nombreuses formes d'aides leur ont été destinées, y compris chez les prisonniers via les Fédérations départementales des comités d'assistance aux prisonniers créées le 14 septembre 1915 en France. 
Des centres de soins et rééducation sont mis en place pour les soldats gravement blessés, qui profiteront aussi aux civils. On tente grâce à des prothèses et des exercices de permettre aux mutilés de poursuivre une activité professionnelle de retour dans la vie civile .
Dans le Pas-de-Calais, deux écoles de rééducation sont ouvertes en pleine guerre à Boulogne-sur-Mer et à Calais, ainsi qu'à Berck (fondé en 1916, avec un régime d'internat, à proximité du centre de physiothérapie). Le centre de Berck est plus orienté sur la rééducation agricole, qui doit diriger les mutilés (qui l'ont choisi) vers la grande culture, la culture maraichère, la laiterie, les petits élevages ou l'arboriculture. Une « ferme école » leur est ouverte à Groffliers. Les infirmes de guerre peuvent dans ces centres apprendre gratuitement la comptabilité industrielle, le dessin industriel, la cordonnerie, l'ajustage, le cartonnage-reliure, le métier de tailleur, la lithographie, la mécanique, voire préparer un brevet de conducteur d'auto. À cette époque, un office départemental de placement les assiste pour trouver un emploi et leur attribue des secours quand ils sont dans le besoin. Le ministère des anciens combattants continuera à les suivre .

## Droits
Ces personnes ont généralement des droits particuliers (soins, rééducation, places réservées et réductions dans les chemins de fer et transports en commun, etc.), si leur handicap est reconnu.

### En Europe
Il existe une carte européenne de stationnement pour personne handicapée (carte, macaron ou plaque). Elle est en France délivrée par les services départementaux de l'Office national des anciens combattants et victimes de guerre (ONAC). Dans ce pays, la « carte de stationnement pour personnes handicapées » remplace de manière définitive, au 31 décembre 2010, le macaron « grand invalide civil » (GIC) et le macaron « grand invalide de guerre » (GIG).

### Film
- La Chambre des officiers, et le roman dont s'est inspiré le film.